# Enregistrement public
Albums de Nino Ferrer
Les Petites Filles de bonne famille
(1967)
Enregistrement public est le premier album de Nino Ferrer, paru en 1966 sur le label Riviera (réf. 421 068).

## Historique
Contrairement à ce que son titre indique, il s'agit de chansons enregistrées en studio, sur certaines desquelles (la face A en particulier) on entend parfois des cris de « fans ».
On retrouve sur cet album huit titres déjà parus sur des EP, et trois chansons qui ne paraîtront pas sur d'autres support, ce qui est assez rare à l'époque : deux nouvelles versions de chansons parues sur le premier EP de Nino en 1963 (Pour oublier qu'on s'est aimé et C'est irréparable), et un inédit Shake Shake Ferrer. Si tu m'aimes encore est une adaptation française de It's a Man's Man's Man's World de James Brown et Le Millionnaire de Nobody Knows You When You're Down and Out de Bessie Smith.

## Réception
Selon l'édition française du magazine Rolling Stone, cet album est le 26e meilleur album de rock français. Il est également inclus dans l'ouvrage Philippe Manœuvre présente : Rock français, de Johnny à BB Brunes, 123 albums essentiels.

## Chansons
Toutes les chansons sont écrites et composées par Nino Ferrer sauf mentions.
| 1. | Je veux être noir                                           |                                    | 3 min 20 s |
| 2. | Si tu m'aimes encore (It's a Man's Man's Man's World)       | - James Brown - Betty Jean Newsome | 3 min 20 s |
| 3. | La Bande à Ferrer (1e et 2e partie)                         |                                    | 5 min 20 s |
| 4. | Le Millionnaire (Nobody Knows You When You're Down and Out) | Jimmy Cox                          | 2 min 59 s |
| 5. | Shake Shake Ferrer                                          |                                    | 3 min 51 s |

| 1. | Mirza                         |              | 2 min 26 s |
| 2. | C'est irréparable             |              | 4 min 25 s |
| 3. | Mme Robert                    |              | 3 min 03 s |
| 4. | Pour oublier qu'on s'est aimé |              | 2 min 24 s |
| 5. | Les Cornichons (Big Nick)     | James Booker | 3 min 03 s |
| 6. | Oh ! Hé ! Hein ! Bon !        |              | 2 min 12 s |

## Personnel
- Nino Ferrer : Chant, Basse
- Richard Bennett :  Batterie
- Bernard Estardy : Orgue, Piano